# Circa Survive
Circa Survive est un groupe américain de post-hardcore, originaire de Philadelphie, en Pennsylvanie. Il est formé en 2004 par Anthony Green (ancien chanteur de Saosin), Nick Beard (anciennement Taken), Steve Clifford, Brendan Ekstrom et Colin Frangicetto (tous deux anciens de This Day Forward). Le groupe annonce une pause en 2022.

## Histoire
En 2004, Anthony Green, alors membre permanent de Saosin, pour lequel plusieurs labels avaient déjà manifesté leur intérêt, s'est rendu à Philadelphie pour un rendez-vous chez le dentiste. Il a également rendu visite à son ami Colin Frangicetto et a fait de la musique avec lui. Lors de son voyage de retour vers la Californie, il a fait un long séjour à Phoenix, où il a décidé de quitter Saosin et de fonder une formation avec Frangicetto.
Le premier album de Circa Survive, Juturna, sort le 19 avril 2005 aux États-Unis et le 31 janvier 2006 au Japon sur Equal Vision Records. Il avait été initialement annoncé via la page Myspace du groupe en novembre 2004. Les détails concernant le son sont restés vagues, bien que le groupe ait déclaré qu'il tiendrait ses fans au courant via son site web, sa page Myspace, sa page PureVolume et sa page YouTube. Peu avant sa sortie officielle, l'album a été publié sur leur page MySpace dans son intégralité. Juturna se classe à la 183e place du Billboard 200. L'album est produit par Brian McTernan aux Salad Days Studios à Baltimore.
Le 3 mars 2014, Circa Survive annonce via Pitchfork un split vinyle avec le groupe Sunny Day Real Estate pour le Record Store Day 2014 (du 19 avril). Le split comprend Lipton Witch de Sunny Day Real Estate — leur première nouvelle chanson en 14 ans — et Bad Heart de Circa Survive, une face B enregistrée après la sortie de l'album Violent Waves en 2012. Le 15 août 2014, le groupe annonce sa signature chez Sumerian Records pour la sortie du cinquième album et également une réédition de leur quatrième album Violent Waves. Dans une interview d'Alternative Press publiée en août 2014, Green déclare : « Eh bien, le prochain disque de Circa est fait. On est en train d'obtenir les derniers mixages en ce moment même. [...] C'est certainement le disque de Circa le plus agressif que nous ayons jamais fait. C'est le premier disque que j'ai pu écouter d'un bout à l'autre sans me dire 'Ouais, j'aurais pu faire mieux'. Chaque chanson contient un moment qui me fait me sentir ridicule. J'ai l'impression de m'être surpassé. J'ai l'impression qu'on a fait mieux qu'avant. »
En janvier 2017, le groupe entame une tournée pour célébrer les dix ans de On Letting Go avec la participation de MewithoutYou et Turnover.
Le 22 octobre 2021, le groupe sort 'A Dream About Love, suivi de A Dream About Death le 4 février 2022. Ces EP s'éloignent légèrement du son établi par le groupe, en adoptant une approche plus électronique. Fin 2022, le groupe annonce qu'il ferait une pause d'une durée indéterminée.

## Discographie

### Albums studio
- 2005 : Juturna (Equal Vision Records)
- 2007 : On Letting Go (Equal Vision Records)
- 2010 : Blue Sky Noise (Atlantic Records)
- 2012 : Violent Waves
- 2014 : Descensus (Sumerian Records)
- 2017 : The Amulet (Hopeless Records)
- 2022 : Live Sky Noise

### EP
- 2004 : The Inuit Sessions (Equal Vision Records)
- 2010 : Appendage (Atlantic Records)
- 2021 : A Dream About Love (Rise Records)
- 2022 : A Dream About Death (Rise Records)